# Третьяков, Александр Дмитриевич
Алекса́ндр Дми́триевич Третьяков (3 июня 1929 — 9 ноября 2016, Москва, Российская Федерация) — советский учёный-ветеринар, главный ветеринарный врач СССР (1966—1989). Выпускник ветеринарного факультета Новочеркасского ветеринарно-зоотехнического института (в 1962 году вошёл в состав Донского государственного аграрного университета).

## Биография
В 1953 году с отличием окончил ветеринарный факультет Новочеркасского ветеринарно-зоотехнического института (в 1962 году вошел в состав ДСХИ-ДонГАУ).
Работал старшим ветеринарным врачом Буденовской МТС, а после реорганизации МТС — главным ветврачом Буденовского зерносовхоза Пролетарского района Ростовской области. В 1959 году был переведен на должность директора Ковринского овцесовхоза Ростовской области. В 1962 году был избран первым секретарем Зимовниковского районного комитета КПСС, позднее назначен заместителем председателя исполнительного комитета Ростовского областного совета депутатов.
В 1966—1989 годах — начальник Главного управления ветеринарии Министерства сельского хозяйства (Госагропрома) СССР, главный государственный ветеринарный инспектор СССР. На этом посту выступил инициатором мероприятий по очистке животноводческих комплексов от бруцеллёза, туберкулёза, защита страны от ящура, контагиозной плевропневмонии, блютанга и других особо опасных заболеваний.
С 1967 года: вице-президент Всемирной ветеринарной ассоциации (ВВА), постоянный представитель СССР в Международном эпизоотическом бюро (МЭБ), член его административной комиссии, вице-президент региональной комиссии МЭБ для стран Азии, Дальнего Востока, Океании, член Постоянного комитета по ветеринарии стран-членов СЭВ.
Кандидат ветеринарных наук, автор многих статей и разработок по вопросам организации ветеринарного дела.

## Награды и звания
- Государственная премия СССР (1973)
- Государственная премия Российской Федерации за разработку научных основ ликвидации и профилактики ящура в России (1996)
- Орден Октябрьской революции
- Три ордена Трудового Красного Знамени
- Орден «Знак Почёта»
- Орден «За заслуги перед Отечеством» IV степени (1999)
- Заслуженный ветеринарный врач Российской Федерации